# Biała Podlaska (Bartoszyce)
Pour les articles homonymes, voir Biała Podlaska (homonymie).
Biała Podlaska est un village polonais de la voïvodie de Varmie-Mazurie, dans le powiat de Bartoszyce.